# Keiichi Tsuchiya
Keiichi Tsuchiya (土屋圭市, Tsuchiya Keiichi, nascut el 30 de gener de 1956) és un corredor de cotxes professional. És conegut com a Rei del Derrapatge (Dorikin) per derrapar en competicions tradicionals així com pel seu paper a l'hora de popularitzar el derrapatge en l'automobilisme. També és conegut per la seva conducció en ports de muntanya (touge).
El cotxe que condueix, un Toyota AE86 Sprinter Trueno, ha esdevingut un dels cotxes d'esport més populars. Conegut com a "Hachi-Roku" al Japó (hachi-roku significa "vuit-sis"); el seu cotxe també és apodat "El Petit Hachi que podia" dins del món anglosaxó.
Addicionalment també va treballar com a assessor pel popular manga i posterior sèrie d'ànime, Initial D. El seu protagonista, Takumi Fujiwara, un jove conductor del AE86 que reparteix tofu a domicili, està inspirat en ell. També va participar en el rodatge de la pel·lícula The Fast and the Furious: Tokyo Drift, on a més realitzar un breu cameo, va actuar com a especialista.

## Carrera de competició
Tsuchiya començà la seva carrera a través de les series de novells de Fuji l'any 1977. A diferència de molts pilots que provenien de famílies amb poder adquisitiu, Tsuchiya va perfeccionar les seves habilitats gràcies a la competició de carrer i esdevingué una llegenda per molts.
Campionats nacionals

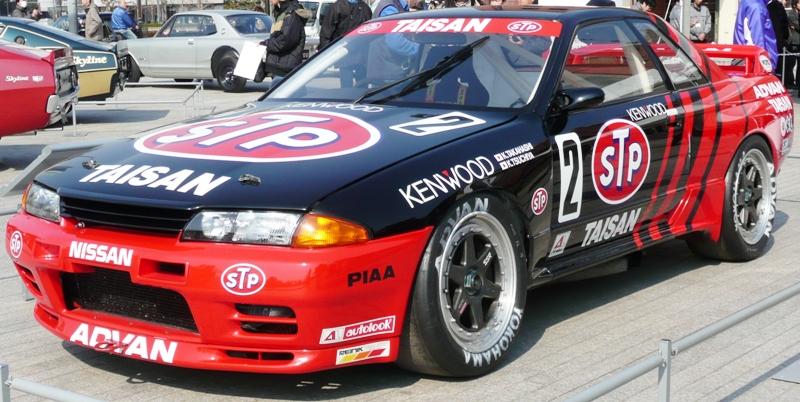
Nissan Skyline GT-R(1992)

Tsuchiya va continuar participant en el Campionat Japonès de Formula 3 i el Campionat Japonès de Cotxes de Turisme (JTCC). En aquest últim conduint un Nissan Skyline GT-R en els campionats del Grup A. Posteriorment utilitzà un Honda Civic en els campionats de supercotxes de turisme.
Le Mans
Va aconseguir una victòria en la seva classe i una 8a posició general a les 24 Hores de Le Mans amb un Honda NSX. A l'edició de 1999, aquesta vegada pilotant un Toyota GT-One, quan el seu company d'equip Ukyo Katayama estava aconseguint atrapar al líder, un BMW V12 LMR, va ser empès fora de pista per un altre BMW LMP doblat, resultant en un pneumàtic punxat. L'equip de Tsuchiya va acabar registrant la volta més ràpida de la prova i van finalitzar en segona posició, malgrat l'abandonament.
NASCAR
Ha corregut en curses d'exhibició de la NASCAR al Circuit de Suzuka i al Twin Ring Motegi Superspeedway.

## Carrera de derrapatge
Quan Tuschiya encara era un debutant en l'automobilisme se li va suspendre la llicència de competició per conduir de manera il·legal durant la gravació del vídeo Drift Pluspy. A la pel·lícula Shuto Kousoku Trial, va recomanar als pilots de carrer que abandonessin el món de les curses il·legals si volien arribar a ser pilots professionals.

## Retirada esportiva
Després de retirar-se el Gener de 2011, va seguir competint i actualment és un jutge de tornejos de derrapatge per a muscle cars. Fou Director Esportiu a les categories de GT500 i GT300 de l'equip ARTA JGTC Team fins que l'equip va desaparèixer en acabar la temporada del 2005. A més, va ser propietari de la companyia de productes automobilístics Kei Office fins que la va vendre a finals del mateix any. El seu color distintiu és del verd jade que acostuma a portar en els seus vestits i casc. També fou el color del pilot Yasuyaki Kazama, qui conduïa un Nissan Silvia S15 i portava vestits de dissenys molt semblants als de Tsuchiya.
Tsuchiya també presenta una sèrie de programes de televisió japonesa.
A Best Motoring posa a prova nous cotxes Japonesos quan surten al mercat. Aquest inclou una secció especial anomenada "Hot Version", la qual se centra en cotxes modificats per augmentar el seu rendiment. A més de Best Motoring, ocasionalment col·labora amb Video Option, un altre programa mensual similar a la secció de "Hot Version", amb la diferència que de tant en tant cobreixen la D1GP, un campionat japonès de derrapatge; així com Drift Tengoku, aquest últim tractant exclusivament temes del món del derrapatge.
Ha estat supervisor editorial a les sèries televisives d'ànime Initial D i Wangan Midnight. També ha aparegut a la pel·lícula semi-biogràfica Shuto Kousoku Trial 2, 3, 4, 5 i 6.
Després de 1995 ha aparegut sovint com a comentarista convidat de Fórmula 1 a la cadena japonesa Fuji Television.
L'any 2006 va fer un cameo com a pescador a la pel·lícula The Fast and the Furious: Tokyo Drift.

## Historial esportiu

### Resultats a les 24 Hores de Le Mans
| Any  | Equip                                    | Companys d'equip               | Cotxe                  | Classe | Voltes | Pos. | Posició de classe |
| ---- | ---------------------------------------- | ------------------------------ | ---------------------- | ------ | ------ | ---- | ----------------- |
| 1994 | Kremer Honda Racing Team Kunimitsu       | Kunimitsu Takahashi Akira Iida | Honda NSX GT2          | GT2    | 222    | 18è  | 9è                |
| 1995 | Team Kunimitsu Honda                     | Kunimitsu Takahashi Akira Iida | Honda GT NSX2          | GT2    | 275    | 8è   | 1r                |
| 1996 | Team Kunimitsu Honda                     | Kunimitsu Takahashi Akira Iida | Honda GT NSX2          | GT2    | 305    | 16è  | 3r                |
| 1997 | Team Lark McLaren Parabolica Motorsports | Akihiko Nakaya Gary Ayles      | McLaren F1 GTR         | GT1    | 88     | DNF  | DNF               |
| 1998 | Toyota Motorsports Toyota Team Europe    | Ukyo Katayama Toshio Suzuki    | Toyota GT-One          | GT1    | 326    | 9è   | 8è                |
| 1999 | Toyota Motorsports Toyota Team Europe    | Ukyo Katayama Toshio Suzuki    | Toyota GT-One          | LMGTP  | 326    | 2n   | 1r                |
| 2000 | TV Asahi Team Dragon                     | Ukyo Katayama Toshio Suzuki    | Panoz LMP-1 Roadster-S | LMP900 | 340    | 6è   | 6è                |